# Nathalie Baye
Nathalie Marie Andrée Baye (* 6. července 1948 Mainneville, Eure) je francouzská divadelní a filmová herečka, několikanásobní držitelka filmové ceny César a držitelka Řádu čestné legie.

## Život a kariéra
Narodila se v malé obci Mainneville v Normandii, jejími rodiči byli malíři Claude Baye a Denise Coustet. Ve svých čtrnácti letech odešla studovat na taneční školu do Monaka a o tři roky později odešla do Spojených států. Po návratu do Francie se nadále věnovala tanci, zapsala se do hereckých kurzů Cours Simon a byla přijata na pařížskou konzervatoř CNSAD, kterou absolvovala s různými oceněními v roce 1972.
Ve filmu debutovala v roce 1972 snímkem Faustine et le Bel Été, o rok později hrála v Truffautově filmu Americká noc. Na začátku osmdesátých let získala hned tři ocenění Césara za výkony ve filmech Zachraň si, kdo můžeš (život) (1980), Zvláštní případ (1981) a Práskač (1982). V tomto období měla čtyřletý vztah s Johnnym Hallydayem a jejich dcera Laura Smet je dnes rovněž herečkou. Po těchto svých úspěších začala hrát i zajímavější postavy, například ve filmech Vzal jsem si stín (1983) nebo Ve vší nevinnosti (1988).
V roce 1999 získala za film Pornografický vztah Volpiho pohár na Benátském filmovém festivalu, v roce 2006 dostala za film Komisař svého čtvrtého Césara a v roce 2009 se stala nositelkou Řádu čestné legie.
Během své kariéry natočila celkem kolem devadesáti filmů a seriálů a spolupracovala s několika významnými režiséry, například s Françoisem Truffautem, Jean-Luc Godardem, Mauricem Pialatem, Claudem Chabrolem nebo Stevenem Spielbergem. Spolupracuje s televizí, okrajově účinkuje rovněž v divadle a v současnosti se řadí k nejuznávanějším francouzským filmovým herečkám.
Zajímá se o ochranu přírody, je členkou francouzského institutu Jane Goodallové a je zastánkyní eutanazie zasazující se o zavedení příslušného zákona ve Francii.

## Filmografie (výběr)
- 1972: Faustine et le Bel Été (Faustine et le Bel Été), režie Nina Companéez
- 1973: Americká noc (La Nuit américaine), režie François Truffaut
- 1974: Otevřená huba (La Gueule ouverte), režie Maurice Pialat
- 1974: Facka (La Gifle), režie Claude Pinoteau
- 1976: Poslední žena (La Derniere femme), režie Marco Ferreri
- 1976: Mado (Mado), režie Claude Sautet
- 1977: Muž, který měl rád ženy (L'Homme qui aimait les femmes), režie François Truffaut
- 1978: Zelený pokoj (La Chambre verte), režie François Truffaut
- 1980: Zachraň si, kdo můžeš (život) (Sauve qui peut (la vie)), režie Jean-Luc Godard
- 1981: Zvláštní případ (Une étrange affaire), režie Pierre Granier-Deferre
- 1981: Otčím (Beau-père), režie Bertrand Blier
- 1981: Dívka z Lotrinska (La Provinciale), režie Claude Goretta
- 1982: Práskač (La Balance), režie Bob Swaim
- 1982: Návrat Martina Guerra (Le Retour de Martin Guerre), režie Daniel Vigne
- 1983: Vzal jsem si stín (J'ai épousé une ombre), režie Robin Davis
- 1984: Pravý břeh, levý břeh (Rive droite, rive gauche), režie Philippe Labro
- 1984: Náš příběh (Notre histoire), režie Bertrand Blier
- 1985: Detektiv (Détective), režie Jean-Luc Godard
- 1988: Ve vší nevinnosti (En toute innocence), režie Alain Jessua
- 1990: Un week-end sur deux (Un week-end sur deux), režie Nicole Garcia
- 1999: Venuše, salon krásy (Vénus beauté (institut)), režie Tonie Marshall
- 1999: Pornografický vztah (Une liaison pornographique), režie Frédéric Fonteyne
- 2000: Zítra bude líp (Ça ira mieux demain), režie Jeanne Labrune
- 2002: Chyť mě, když to dokážeš (Catch Me If You Can), režie Steven Spielberg
- 2005: Komisař (Le Petit lieutenant), režie Xavier Beauvois
- 2006: Můj jediný syn (Mon fils à moi), režie Martial Fougeron
- 2007: Blonďáček (Michou d'Auber), režie Thomas Gilou
- 2009: Tvář (Visage), režie Ming-liang Tsai
- 2010: Je n'ai rien oublié (Je n'ai rien oublié), režie Bruno Chiche
- 2014: Případ SK1 (L'affaire SK1), režie Frédéric Tellier
- 2016: Je to jen konec světa (Juste la fin du monde), režie Xavier Dolan
- 2017: Alibi na klíč (Alibi.com), režie Philippe Lacheau

## Ocenění

### César
Ocenění
- 1981: César pro nejlepší herečku ve vedlejší roli za film Zachraň si, kdo můžeš (život)
- 1982: César pro nejlepší herečku ve vedlejší roli za film Zvláštní případ
- 1983: César pro nejlepší herečku za film Práskač
- 2006: César pro nejlepší herečku za film Komisař

Nominace
- 1981: César pro nejlepší herečku za film Une Semaine de vacances
- 1984: César pro nejlepší herečku za film Vzal jsem si stín
- 1991: César pro nejlepší herečku za film Un week-end sur deux
- 2000: César pro nejlepší herečku za film Venuše, salon krásy
- 2004: César pro nejlepší herečku za film Les Sentiments

### Jiná ocenění
- 1999: Volpiho pohár pro nejlepší herečku na Benátském filmovém festivalu za film Pornografický vztah
- 2009: nositelka Řádu čestné legie